# Giovanni Battista Gervasio
Giovanni Battista Gervasio (Napoli, 1725 – Grenoble, 1785) è stato un compositore italiano. 
Fu uno dei primi virtuosi a lasciare l'Italia e suonare il mandolino in Europa nel XVIII secolo. Fu un compositore per mandolino e le sue opere si trovano sparse in collezioni del XVIII secolo come la “Collezione Gimo” presso l’università di Uppsala e la Biblioteca nazionale di Francia.
Scrisse anche il Metodo facile per imparare gli strumenti a quattro corde per donne, pubblicato a Parigi nel 1767. Si esibì a Londra nel 1768 e a Francoforte sul Meno il 10 dicembre 1777 e a Parigi il 24 dicembre 1784. Nel 1785 divenne maestro del canto e del mandolino per Sua Altezza Reale la Principessa di Prussia. Un'opera musicale a lei indirizzata esiste oggi nella Biblioteca nazionale di Francia.
Gervasio insegnò a 
Grenoble nel 1785, dove si stabilì e morì nello stesso anno.